# Національна театральна школа Канади
Національна театральна школа Канади (фр. École nationale de théâtre du Canada, англ. National Theatre School of Canada) — приватний вищий навчальний заклад, розташований в Монреалі.
Національна театральна школа Канади створена у 1960 році. Студенти проходять тут професійну підготовку французькою та англійською мовами.
Національна театральна школа розміщується в історичній будівлі «Monument-National», який був культурним центром міста, розташованому на перетині Бульвару Святого Лаврентія та Вулиці Сен-Дені. За прекрасним фасадом 19 століття знаходиться багатофункціональна будівлю, прекрасно обладнане для сучасних постановок.

## Випускники
- Марк Бендавід (2004) — актор
- Кара Піфко (1994) — акторка
- Ганна Москович (2001) — драматург
- Сандра О (1993) — акторка
- Марк Гілдрет (1986) — актор
- Сьюзен Гоґан (1970) — акторка
- Люба Ґой (1969) — акторка